# Консолея
Консолея (лат. Consolea) — род растений семейства Кактусовые (Cactaceae) произрастающий на территории стран Карибского бассейна и США (Флорида).

## Название
Род Consolea был назван в честь итальянского ботаника Микеланджело Консоле (итал. Michelangelo Console, 1812—1897), профессора ботаники Ботанического сада Палермо. Он работал там вместе с французским ботаником Шарлем Антуаном Лемером (фр. Charles Antoine Lemaire, 1800—1871). Во время описания рода, Лемер уважительно присвоил ему название Consolea в честь своего итальянского коллеги.

## Ботаническое описание

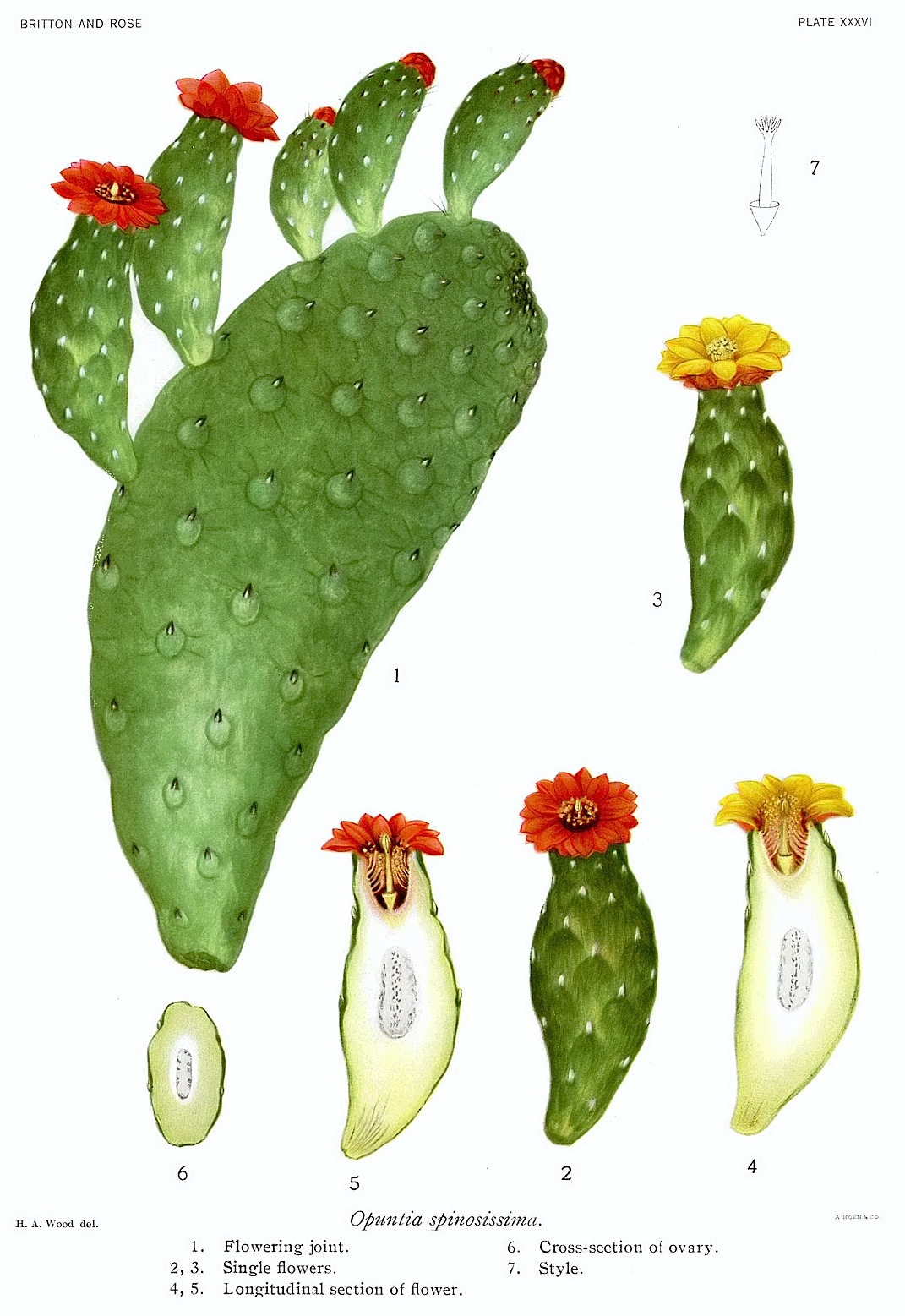
Consolea spinosissima

Представители рода имеют прямостоячий стебель высотой от 1 до 2 м. Сегменты стебля раскидистые, часто серповидные, гладкие или сетчатые, с небольшими бугорками. Ареолы эллиптической, треугольной или полукруглой формы, их диаметр составляет от 5 до 15 мм; цвет волосков от желтого до кремового. Колючки присутствуют в наибольшем количестве на ареолах, цвет варьируется от белого до коричневато-желтого, с возрастом они становятся серыми или темнеют до черного цвета; длина колючек в пределах от 4 до 10 см. Глохидии желто-коричневые в виде пучков на адаксиальном крае ареолы.
Цветки обоих полов или функционально однополые, диаметр от 2,5 до 4,5 см, внутренние листочки околоцветника могут быть красными, желтыми, оранжевыми или розоватыми. Тычинки и пестик не развиты или слабо выражены. Завязь уплощённая или вздутая (билатерально симметричная), бугорчатая или гладкая. Плоды зеленые, желтые или красные, форма может быть яйцевидной, эллипсовидной или обратно-яйцевидной. Семена желтовато-белые, диаметр от 3 до 4 мм.
Число хромосом равно 11.

## Распространение
Произрастает на территории Карибского бассейна — Багамы, Каймановы острова, Куба, Доминиканская Республика, Гаити, Ямайка, Подветренные острова, Пуэрто-Рико, Теркс-Кайкос и Флорида (США).

## Таксономия
Consolea Lem., первое упоминание в Rev. hort. (Paris) 11: 174 (1862).

### Виды
Подтвержденные виды по данным сайта Plants of the World Online на 2023 год:
- Consolea falcata (Ekman & Werderm.) F.M.Knuth
- Consolea macracantha (Griseb.) A.Berger
- Consolea moniliformis (L.) A.Berger
- Consolea picardae (Urb.) Areces
- Consolea rubescens (Salm-Dyck ex DC.) Lem.
- Consolea spinosissima (Mill.) Lem.
- Consolea testudinis-crus (F.A.C.Weber) Mottram & Hoxey

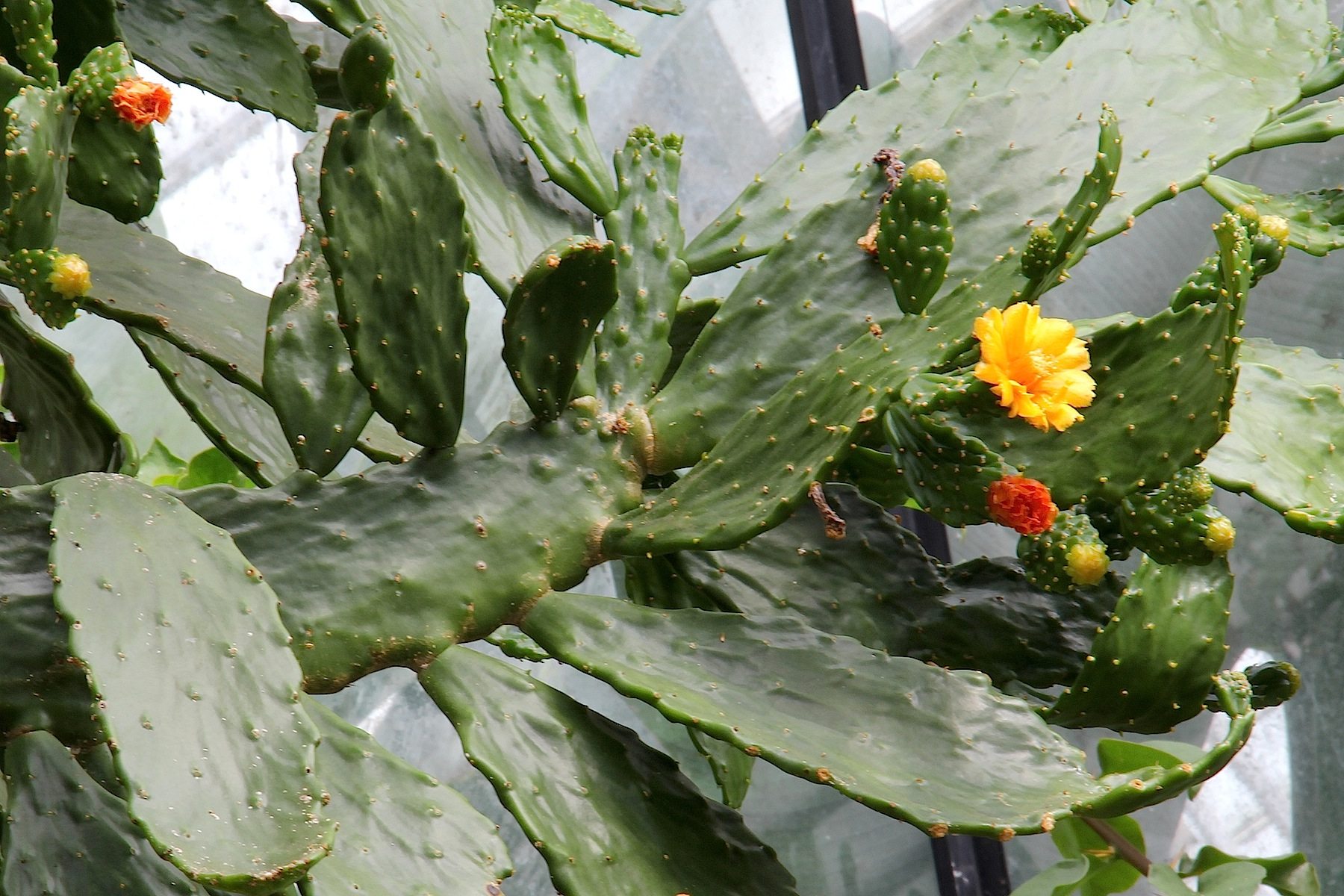
Consolea falcata
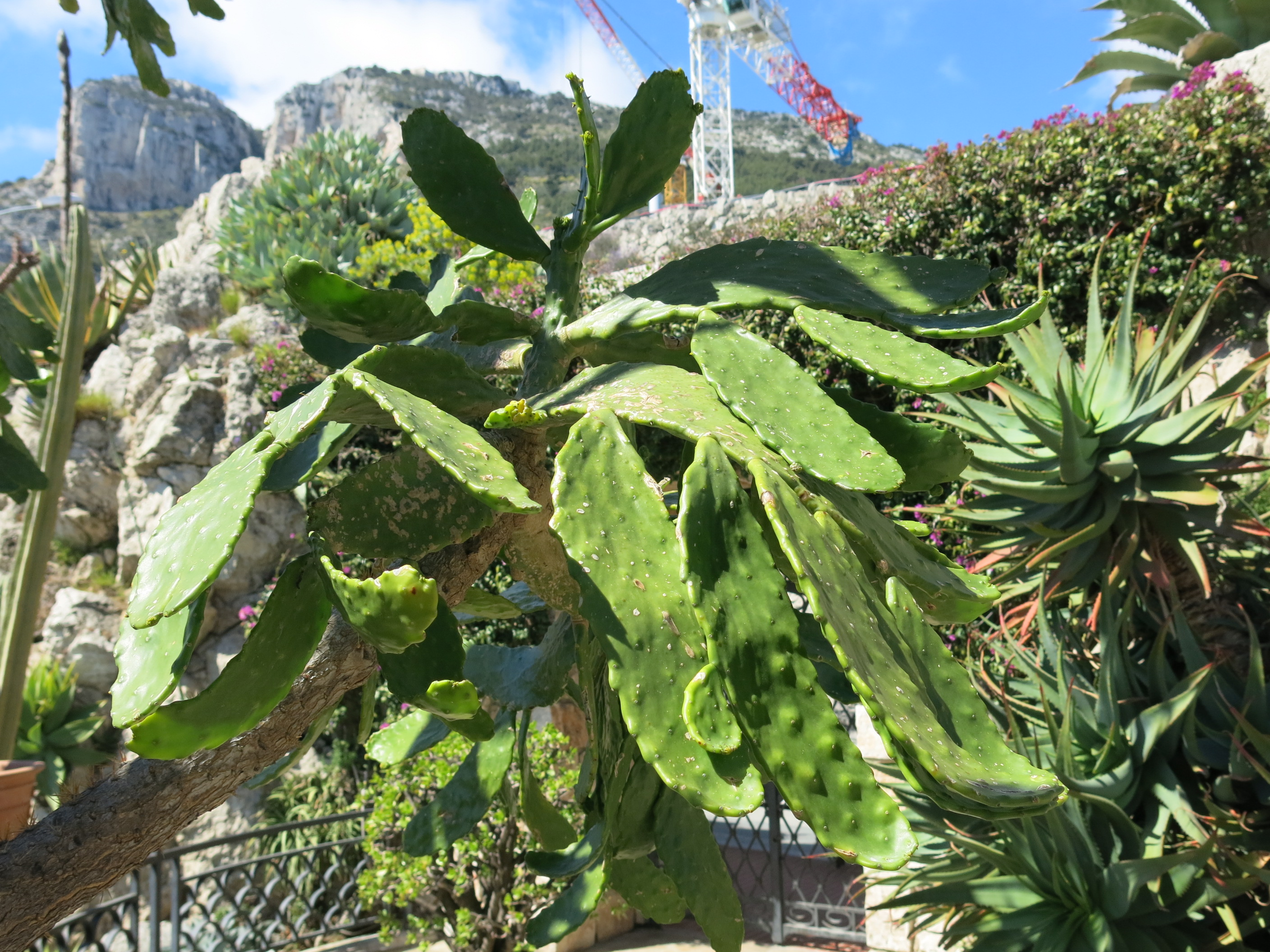
Consolea macracantha
Consolea moniliformis
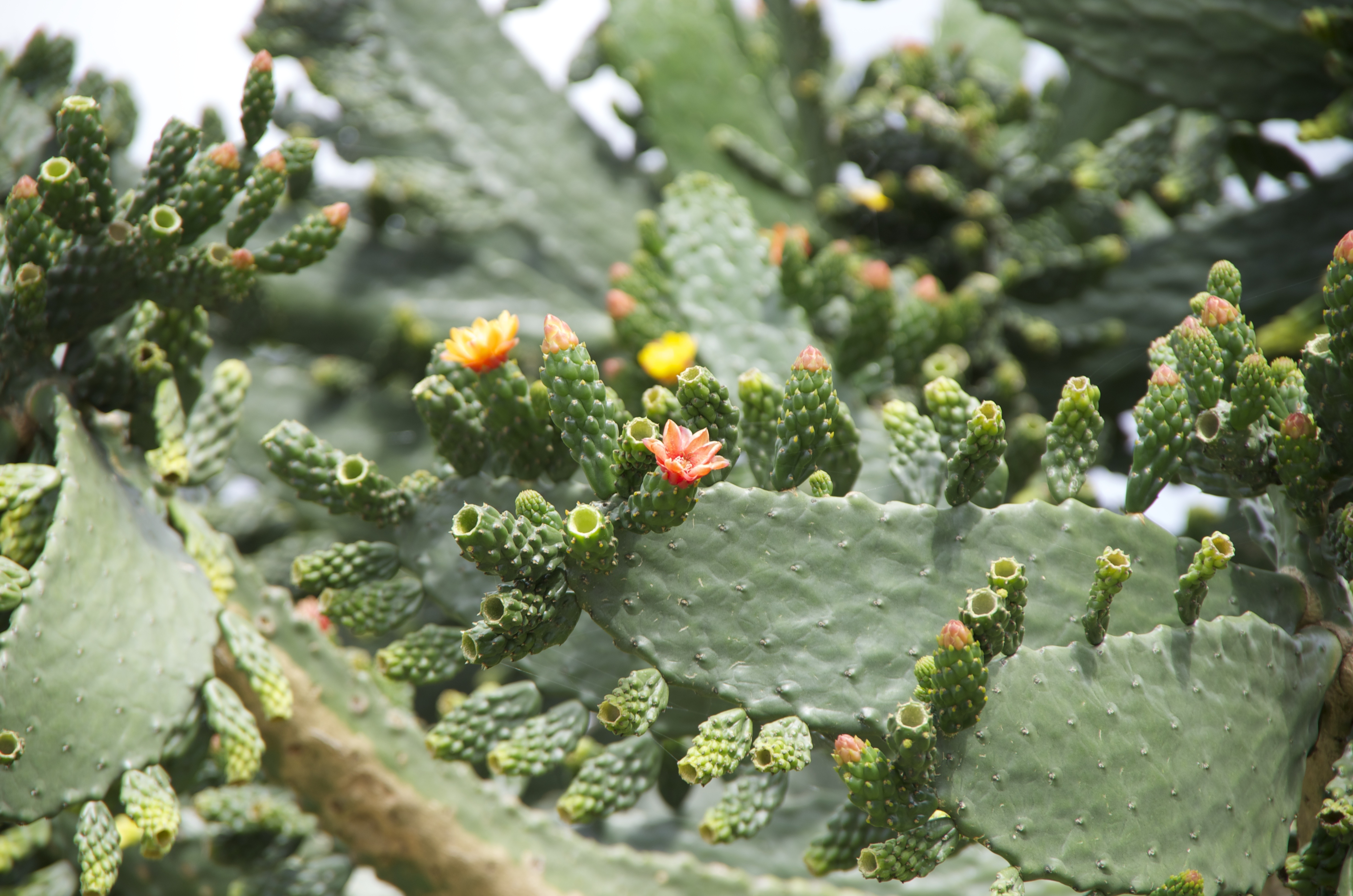
Consolea picardae
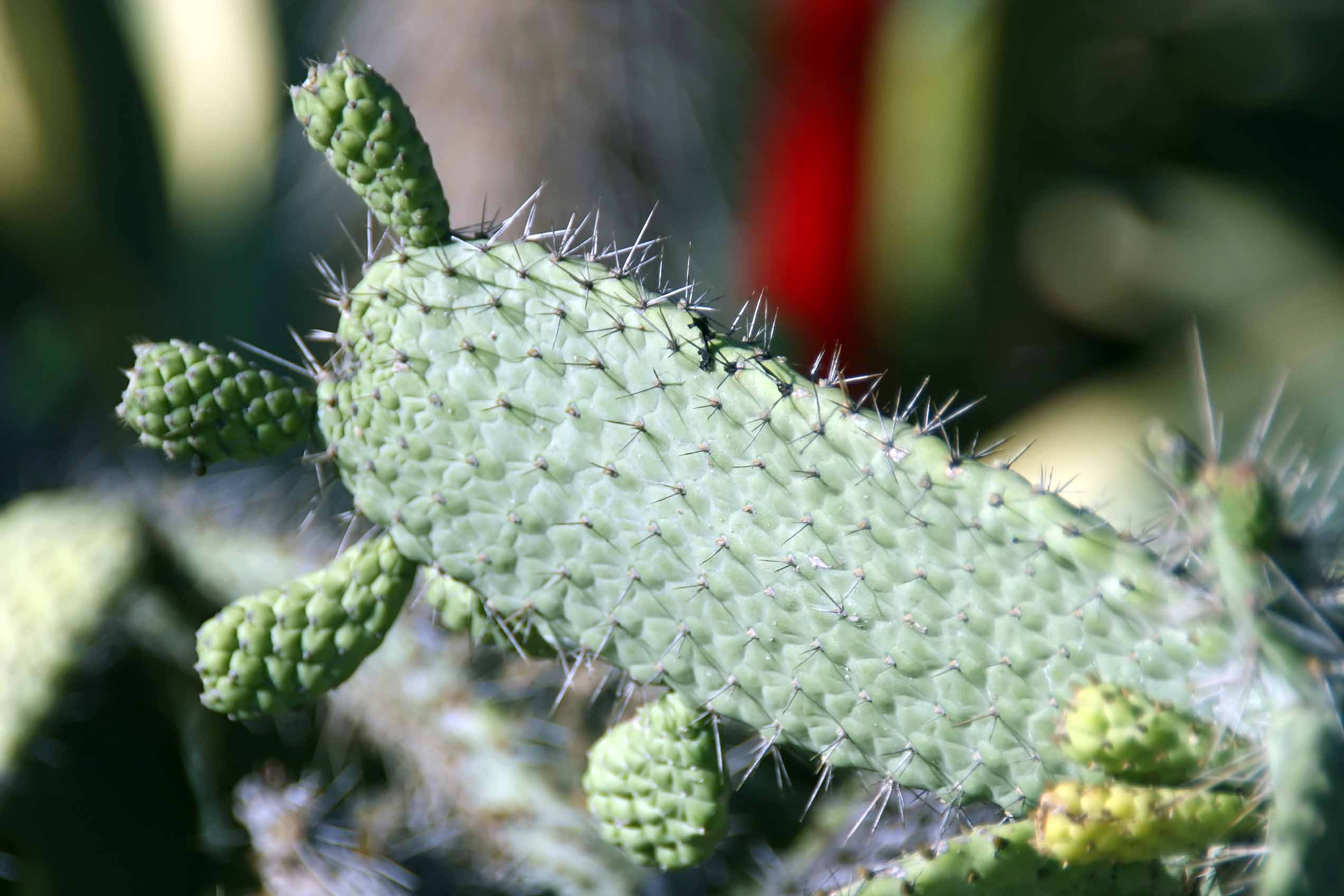
Consolea spinosissima